# Zmarli w marcu 2022

## Marzec 2022
- 31 marca
  - Georgi Atanasow – bułgarski polityk, premier Bułgarii (1986–1990)[1]
  - Rıdvan Bolatlı – turecki piłkarz[2]
  - Andrzej Bujakiewicz – polski dyrygent i pedagog[3]
  - Zoltán Friedmanszky – węgierski piłkarz, trener[4]
  - Richard Howard – amerykański poeta i tłumacz[5]
  - Czesław Muszalski – polski dyplomata, ambasador w Indonezji (1984–1987)[6]
  - Marek Pasionek – polski prawnik, zastępca Prokuratora Generalnego RP (2016–2022)[7]
  - Francesc Pardo – hiszpański duchowny rzymskokatolicki, biskup Girony (2008–2022)[8]
  - Henryk Pauli – polski inżynier i działacz państwowy, naczelnik Wejherowa, wicewojewoda elbląski (1975–1979)[9]
  - Wasyl Turianczyk – ukraiński piłkarz, trener[10]
- 30 marca
  - Andrzej Butra – polski samorządowiec i lekarz weterynarii, wiceminister rolnictwa (2011–2012)[11]
  - Juan Carlos Cárdenas – argentyński piłkarz, reprezentant kraju[12]
  - Dolores Castro – meksykańska poetka[13]
  - Mathew Cheriankunnel – indyjski duchowny rzymskokatolicki, biskup[14]
  - Egon Franke – polski szermierz, mistrz olimpijski (1964)[15]
  - Michał Jaskólski – polski prawnik, specjalista historii doktryn politycznych i prawnych, prof. dr hab.[16]
  - Włodzimierz Koczara – polski elektrotechnik, prof. dr hab. inż.[17]
  - Roger Laouenan – francuski dziennikarz i pisarz[18]
  - Janusz Nikodemski – polski ekonomista, powstaniec warszawski, żołnierz PSZ[19]
  - Tom Parker – angielski piosenkarz[20]
  - Willy Vanden Berghen – belgijski kolarz szosowy i torowy[21]
  - Erwin Wąsowicz – polski technolog żywności i żywienia, profesor nauk rolniczych i nauczyciel akademicki, członek PAN[22]
- 29 marca
  - Scott Bennie – kanadyjski projektant gier komputerowych i planszowych[23][24]
  - Paul Herman – amerykański aktor[25]
  - Slavko Podgorelec – chorwacki zapaśnik i działacz sportowy, sekretarz generalny Chorwackiego Komitetu Olimpijskiego (1991–2000)[26]
  - Zigmunds Skujiņš – łotewski pisarz[27]
  - Aryana Lima Young – panamski architekt[28]
  - Miguel Van Damme – belgijski piłkarz[29]
  - Georg Wendelin – austriacki przedsiębiorca[30]
- 28 marca
  - Barbara Barska-Féherpataky – polska śpiewaczka operowa i aktorka[31][32][33]
  - Georges Bou-Jaoudé – libański duchowny katolicki obrządku maronickiego, arcybiskup[34]
  - Mira Calix – brytyjska artystka wizualna i kompozytorka[35]
  - Naci Erdem – turecki piłkarz i trener[36]
  - Lee Kelly – amerykański rzeźbiarz[37]
  - Mieczysław Maciejewski – polski chemik, dr hab. inż.[38]
  - Antoni Naguib – egipski duchowny katolicki obrządku koptyjskiego, kardynał, patriarcha Koptyjskiego Kościoła Katolickiego w Aleksandrii (2006-2013)[39]
  - Raquel Pankowsky – meksykańska aktorka, pochodzenia polskiego[40]
  - Ahdy Sadek – egipski aktor[41]
  - Aleksander Szerwentke – polski działacz państwowy i ekonomista, wiceminister budownictwa i przemysłu materiałów budowlanych (1979–1980)[42]
- 27 marca
  - Aleksander Barszczewski – polski i białoruski poeta[43]
  - Lars Bloch – duński aktor[44]
  - Titus Buberník – słowacki piłkarz[45]
  - Gerardo Gargiulo – włoski aktor[46]
  - Józef Głogowski – polski lekkoaleta, oszczepnik[47]
  - Ayaz Mütəllibov – azerski polityk i chemik, premier Azerbejdżańskiej SRR (1989–1990), I sekretarz Komunistycznej Partii Azerbejdżanu (1990–1991), prezydent Azerbejdżanu (1991–1992, 1992)[48]
  - Mario Persico – włoski malarz[49]
  - Enrique Pinti – argentyński aktor[50]
  - Martin Pope – amerykański fizyk[51]
  - Aleksandra Zabielina – rosyjska florecistka[52]
- 26 marca
  - Jeff Carson – amerykański piosenkarz country[53]
  - Gianni Cavina – włoski aktor[54]
  - Stanisław Grzybowski – polski historyk, prof. dr hab.[55]
  - Tina May – angielska wokalistka jazzowa[56]
  - Aimé Mignot – francuski piłkarz i trener[57]
  - James Moriarty – irlandzki duchowny rzymskokatolicki, biskup[58]
  - Adam Myrda – polski samorządowiec, działacz opozycji w okresie PRL, starosta lubiński (2012–2022)[59]
  - Przedzisław Polakowski – polski farmakolog, prof. dr hab.[60]
  - Teofil Wilski – polski duchowny rzymskokatolicki, biskup pomocniczy[61]
- 25 marca
  - Birago Balzano – włoski rysownik i karykaturzysta[62]
  - Reza Baraheni – irański pisarz i poeta[63]
  - Andrzej Brzecki – polski lekarz neurolog, profesor nauk medycznych[64]
  - John Chapple – brytyjski marszałek, gubernator Gibraltaru (1993–1995)[65]
  - Ahmed Halawa – egipski aktor[66]
  - Taylor Hawkins – amerykański perkusista, członek zespołu Foo Fighters[67]
  - Milivoj Karakašević – serbski tenisista stołowy[68]
  - Wacław Legan – polski uczestnik II wojny światowej, żołnierz Armii Krajowej, działacz kombatancki, kawaler orderów[69]
  - Jerzy Pieniążek – polski lekarz, specjalista neurochirurgii, doktor nauk medycznych, honorowy obywatel Bytomia[70]
- 24 marca
  - Kirk Baptiste – amerykański sprinter, wicemistrz olimpijski (1984)[71]
  - Bogdan Berliński – polski trener i zawodnik żużla[72]
  - Abhishek Chatterjee – indyjski aktor[73]
  - María Fernanda D'Ocón – hiszpańska aktorka[74]
  - Bronisław Lachowicz – polski samorządowiec i nauczyciel, działacz opozycyjny w PRL, burmistrz Rawicza (1990–1994)[75]
  - John McLeod – szkocki kompozytor[76]
  - Arcadio Poveda – meksykański astronom[77]
  - Jakow Riezancew – rosyjski wojskowy, generał porucznik[78]
  - Bert Ruiter – holenderski gitarzysta basowy, członek zespołu Focus[79]
  - Paweł Saar – polski rzemieślnik, polityk i działacz samorządu gospodarczego, poseł na Sejm II kadencji[80]
  - Joanna Wichowska – polska dramaturg i krytyczka teatralna[81]
- 23 marca
  - Madeleine Albright – amerykańska dyplomatka i polityczka czeskiego pochodzenia, sekretarz stanu (1997–2001)[82]
  - Oksana Baulina – rosyjska dziennikarka i korespondentka wojenna[83][84]
  - Charles G. Boyd – amerykański generał i pilot[85]
  - Andrzej Cwojdziński – polski dyrygent i kompozytor, pedagog muzyczny[86]
  - Terry Darracott – angielski piłkarz i trener[87]
  - Zinaida Ignatjewa – rosyjska pianistka[88]
  - Papangkorn Lerkchaleampote – tajski aktor[89]
  - Jurij Szewczenko – ukraiński kompozytor[90]
- 22 marca
  - Giovanni Battezzato – włoski aktor[91]
  - Trevor Colman – brytyjski polityk i policjant, poseł do Parlamentu Europejskiego VI i VII kadencji[92]
  - Guðrún Helgadóttir – islandzka polityk i pisarka, przewodnicząca Althingu (1988–1991)[93]
  - Pierre Papadiamandis – francuski pianista i kompozytor[94]
  - Barrington Patterson – angielski kickboxer, zawodnik MMA[95]
  - Edmund Piszcz – polski duchowny rzymskokatolicki, arcybiskup metropolita warmiński (1992–2006)[96]
  - Jacques Rougerie – francuski historyk[97]
  - Tommy Tokyo – norweski piosenkarz i gitarzysta[98]
  - Aleksiej Szarow – rosyjski oficer[99]
  - Milovan Vitezović – serbski pisarz i scenarzysta[100]
- 21 marca
  - Iosif Aleszkowski – radziecki pisarz, poeta i scenarzysta, dysydent[101]
  - Shinji Aoyama – japoński reżyser i scenarzysta filmowy[102]
  - Samuel Cabrera – kolumbijski kolarz szosowy[103]
  - Yvan Colonna – korsykański separatysta[104]
  - Lawrence Dane – kanadyjski aktor[105]
  - Maggie Fox – brytyjska aktorka[106]
  - Soumeylou Boubèye Maïga – malijski polityk, premier Mali (2017–2019)[107]
  - Witalij Mielnikow – radziecki reżyser filmowy oraz scenarzysta, Ludowy Artysta RFSRR (1987)[108]
  - Nikołaj Osianin – rosyjski piłkarz i trener, reprezentant ZSRR[109]
  - Mohammad Rejszahri – irański duchowny szyicki i polityk, minister wywiadu i bezpieczeństwa Iranu (1984–1989)[110]
  - Eva Ingeborg Scholz – niemiecka aktorka[111]
  - Raymond Séguy – francuski duchowny rzymskokatolicki, w latach 1987–2006 biskup Autun[112]
  - Fevzi Zemzem – turecki piłkarz i trener[113]
- 20 marca
  - Raimon Carrasco – hiszpański przedsiębiorca, prezes klubu FC Barcelona (1977–1978)[114]
  - Lyell Cresswell – nowozelandzki kompozytor[115]
  - Gastão Cruz – portugalski poeta i tłumacz[116]
  - Siegrid Ernst – niemiecka kompozytorka[117]
  - Maria Gołdowskaja – rosyjsko-amerykańska reżyserka filmowa[118]
  - Bernabé Martí – hiszpański śpiewak operowy (tenor)[119]
  - Daria Nałęcz – polska historyk, dr hab., podsekretarz stanu w Ministerstwie Nauki i Szkolnictwa Wyższego[120]
  - Zdzisław Orkisiewicz – polski działacz polityczny i menedżer[121]
  - Jacob Oulanyah – ugandyjski polityk i prawnik, przewodniczący parlamentu Ugandy (2021–2022)[122]
  - Jan Pieszko – polski piłkarz i trener, mistrz Polski z Legią Warszawa[123]
  - John Purvis – brytyjski (szkocki) polityk i finansista, eurodeputowany I, II i III kadencji (1979–1994)[124]
  - Alina Skrzek – polska poetka, autorka tekstów piosenek dla zespołu SBB[125][126]
  - Reine Wisell – szwedzki kierowca wyścigowy[127]
  - Michaił Woronow – rosyjski wojskowy, uczestnik II wojny światowej[128]
- 19 marca
  - Shahabuddin Ahmed – banglijski polityk i sędzia, prezydent Bangladeszu (1990–1991 i 1996–2001)[129]
  - Federico Aramburú – argentyński rugbysta[130]
  - Pierre Carron – francuski malarz i rzeźbiarz[131]
  - Joel Hasse Ferreira – portugalski inżynier lądowy, wykładowca akademicki, samorządowiec, polityk, eurodeputowany (2004–2009)[132]
  - Józef Fiksa – polski samorządowiec, radny sejmiku wielkopolskiego II kadencji[133]
  - Bronisław Frankowski – polski milicjant i działacz państwowy, wicewojewoda pilski (1978–1979), prezydent Piły[134]
  - Michaił Jurowski – radziecki i niemiecki dyrygent[135]
  - Kostas Karakasis – grecki pisarz[136]
  - Roberts Ķīlis – łotewski antropolog i polityk, minister edukacji i nauki (2011–2013)[137]
  - Scoey Mitchell – amerykański aktor, pisarz i reżyser telewizyjny[138]
  - Dragan Mraović – serbski poeta i dziennikarz[139]
  - Pierre Naftule – szwajcarski pisarz i reżyser teatralny[140]
  - Dave Sims – angielski rugbysta, reprezentant kraju[141]
  - Witold Tokarski – polski aktor[142]
  - Marian Zembala – polski lekarz, kardiochirurg, profesor nauk medycznych, w 2015 minister zdrowia, poseł na Sejm VIII kadencji[143]
- 18 marca
  - Ołeksij Bachariew – ukraiński piłkarz[144]
  - Ezio Damolin – włoski narciarz, uczestnik Igrzysk Olimpijskich (1964, 1968, 1972)[145]
  - Alfons Dirnberger – austriacki piłkarz, reprezentant kraju[146]
  - Jaap Flier – holenderski tancerz i choreograf[147]
  - Honor Funk – niemiecki polityk i rolnik, deputowany Bundestagu, poseł do Parlamentu Europejskiego III i IV kadencji (1989–1999)[148]
  - Chaim Kaniewski – litwacki rabin charedi i posek (autorytet halachiczny)[149]
  - Krzysztof Komornicki – polski dziennikarz i polityk, poseł na Sejm (1989–1991), prezes Polskiej Agencji Prasowej (1996–1997)[150]
  - Henryk Ledwig – polski hokeista[151]
  - Andy Lochhead – szkocki piłkarz[152]
  - Bernabé Martí – hiszpański tenor[153]
  - Borys Romanczenko – ukraiński aktywista, ocalony z Holocaustu, ofiara rosyjskiej agresji na Ukrainę w 2022[154]
  - Don Young – amerykański polityk, republikanin[155]
  - Wojciech Zamorski – polski dziennikarz muzyczny i samorządowiec[156]
- 17 marca
  - Barbara Bandurka – polska malarka, konserwatorka, poetka[157]
  - Peter Bowles – angielski aktor[158]
  - Pascual Condito – argentyński aktor i producent filmowy[159]
  - Emil Czeczko – polski żołnierz, który odegrał epizodyczną rolę propagandową w medialnym uwiarygadnianiu oceny kryzysu migracyjnego na polsko-białoruskiej granicy[160]
  - Artem Dacyszyn – ukraiński baletmistrz[161][162]
  - Piotr Drzewiecki – polski piłkarz[163][164]
  - Zbigniew Dumański – polski patomorfolog, płk prof. dr hab. n. med.[165][166]
  - Teodor Lenkiewicz – polski duchowny katolicki, odznaczony Srebrnym Krzyżem Zasługi[167]
  - Jewgienij Obedinski – ukraiński waterpolista[168]
  - Jean-Luc Ribar – francuski piłkarz[169]
  - Siergiej Suchariew – rosyjski pułkownik, uczestnik między innymi masakry kolumny żołnierzy opuszczających Iłowajsk w sierpniu 2014 r., podczas wojny w Donbasie[170]
  - Oksana Szweć – ukraińska aktorka[171]
- 16 marca
  - Dragoljub Brajović – serbski malarz[172]
  - Egidius Braun – niemiecki działacz sportowy[173]
  - Tadeusz Dmochowski – polski politolog, dr hab[174][175][176].
  - Leszek Jakubowski – polski samorządowiec, burmistrz Żnina (1990–2002 i 2006–2014)[177][178]
  - Dzintars Jaundžeikars – łotewski rolnik, przedsiębiorca i polityk, minister spraw wewnętrznych (2005–2006)[179]
  - Tony Marchi – angielski piłkarz i trener[180]
  - Barbara Morrison – amerykańska wokalistka jazzowa[181]
  - Włodzimierz Nowak – polski aktor[182]
  - Savko Pesa – serbski dziennikarz i pisarz[183]
  - Józef Różański – polski nauczyciel, trener i działacz społeczny, pszczelarz, poseł na Sejm PRL VII i VIII kadencji (1976–1985)[184]
  - Slobodan Škrbić – serbski piłkarz[185]
  - Kunimitsu Takahashi – japoński kierowca i motocyklista wyścigowy[186]
  - Helene Vannari – estońska aktorka[187]
  - Aleksander Wilkoń – polski językoznawca, prof. dr hab.[188]
- 15 marca
  - Arturo Bonin – argentyński aktor[189]
  - Piet Bukman – holenderski polityk, przewodniczący Tweede Kamer, przewodniczący Apelu Chrześcijańsko-Demokratycznego (CDA) i Europejskiej Partii Ludowej (EPP)[190]
  - Stefan Jurga – polski fizyk, rektor Uniwersytetu Adama Mickiewicza w Poznaniu (1996–2002)[191]
  - Janina Kisza-Bruell – polska duchowna luterańska oraz publicystka[192]
  - Oleg Mitiajew – rosyjski generał major[193]
  - Nina Novak – polska primabalerina, choreograf, dyrektor baletu i pedagog tańca[194]
  - Eugene Parker – amerykański astronom[195]
  - Iwona de Pétry – polska aktorka dziecięca[196]
  - Jean Potvin – kanadyjski hokeista[197]
  - Jacek Rzehak – polski producent filmowy, menadżer i autor tekstów zespołu TSA[198]
  - Krystyna Tomaszewska – polska nauczycielka i popularyzatorka geografii, dama orderów[199]
  - Olga Turnaki – grecka aktorka[200]
  - Marek Żurobski – polski muzyk disco polo, członek zespołu Domino[201]
- 14 marca
  - Władysław Barański – polski kaskader[202]
  - Józef Caban – polski działacz społeczny, weteran II wojny światowej[203]
  - Brigitte Chamarande – francuska aktorka[204]
  - Jason Edwards – australijski rugbysta[205]
  - Gianluca Ferraris – włoski dziennikarz i pisarz[206]
  - Dennis González – amerykański trębacz jazzowy[207]
  - Charles Greene – amerykański lekkoatleta, sprinter, mistrz olimpijski (1968)[208]
  - Scott Hall – amerykański wrestler[209]
  - Sławomir Majewski – polski dermatolog, prof. dr hab., członek PAN[210]
  - Ľubomír Roman – słowacki aktor i polityk, minister kultury (1994)[211]
  - Janusz Romaniszyn – polski działacz opozycji w okresie PRL, kawaler orderów[212]
  - Dariusz Sałajewski – polski radca prawny, prezes Krajowej Rady Radców Prawnych (2013–2016)[213][214]
  - Grzegorz Słobodnik – polski poeta[215]
  - Ryszard Witkowski – polski pilot doświadczalny, w czasie II wojny światowej żołnierz AK oraz autor konspiracyjnych zdjęć, Sprawiedliwy wśród Narodów Świata[216]
- 13 marca
  - Algimantas Baltakis – litewski poeta[217]
  - Erhard Busek – austriacki prawnik, polityk, wicekanclerz (1991–1995)[218]
  - Vic Elford – brytyjski kierowca wyścigowy[219]
  - Barbara Falińska – polska językoznawczyni, prof. dr hab.[220]
  - William Hurt – amerykański aktor[221]
  - Wasyl Kład´ko – ukraiński fizyk, członek Narodowej Akademii Nauk Ukrainy[222]
  - Paweł Kwiek – polski artysta współczesny, fotograf, operator filmowy, realizator światła[223]
  - Mary Lee – szkocka piosenkarka[224]
  - Wiesław Łucyszyn – polski piłkarz i trener[225][226]
  - Igor Mandić – chorwacki dziennikarz i pisarz[227]
  - Adam Odzimek – polski biskup rzymskokatolicki, biskup pomocniczy radomski (1992-2019)[228]
  - Nikołaj Pochlobkin – radziecki budnowniczy, Bohater Pracy Socjalistycznej[229]
  - Brent Renaud – amerykański dziennikarz i dokumentalista[230]
  - Stepan Tarabałka – ukraiński oficer (major), pilot Ukraińskich Sił Powietrznych, pośmiertnie wyróżnioty tytułem Bohater Ukrainy[231]
- 12 marca
  - Barry Bailey – amerykański gitarzysta, członek zespołu Atlanta Rhythm Section[232]
  - Traci Braxton – amerykańska piosenkarka, osobowość telewizyjna i radiowa[233]
  - Vatsala Deshmukh – indyjska aktorka[234]
  - Dmitrij – ukraiński wiolonczelista, członek zespołu Taraka[235][236][237]
  - Ludwik Erhardt – polski muzykolog i dziennikarz muzyczny[238][239]
  - Dragoljub Jeremić – serbski piłkarz[240]
  - Alain Krivine – francuski historyk, polityk, eurodeputowany (1999–2004)[241]
  - Jan Marzec – polski muzykant ludowy[242][243]
  - Sergio Nelli – włoski pisarz[244]
  - Karl Offmann – maurytyjski polityk, prezydent Mauritiusa (2002–2003)[245]
  - Wojciech Pruss – polski działacz partyjny i ekonomista, kombatant, wiceminister cen (1982–1985) i finansów (1985–1987)[246]
- 11 marca
  - Mario Azzopardi – maltański reżyser i scenarzysta filmowy[247]
  - Rupiah Banda – zambijski polityk, wiceprezydent (2006–2008) i prezydent Zambii (2008–2011)[248]
  - Antonio Carraro – włoski przedsiębiorca[249]
  - Rüstəm İbrahimbəyov – azerski scenarzysta i producent filmowy[250]
  - Andriej Kolesnikow – rosyjski generał major[251]
  - Jerzy Łaba – polski perkusista i pedagog[252]
  - Brad Martin – amerykański piosenkarz country[253]
  - João Evangelista Martins Terra – brazylijski biskup rzymskokatolicki, biskup pomocniczy Brasílii (1994–2004)[254]
  - Zygmunt Niewiarowski – polski bankier, prezes AmerBanku[255]
  - Siyanda Sesimani – południowoafrykański aktor[256]
  - Yves Trudel – kanadyjski aktor i dramaturg[257]
  - Nebojša Vučićević – serbski piłkarz i trener[258]
- 10 marca
  - Robert Cardenas – amerykański generał brygady, weteran II wojny światowej[259]
  - Sorapong Chatree – tajski aktor[260]
  - Jewhen Deidei – ukraiński polityk, deputowany do Rady Najwyższej Ukrainy[261]
  - Emilio Delgado – amerykański aktor[262]
  - Jürgen Grabowski – niemiecki piłkarz, mistrz świata (1974)[263]
  - Jerzy Gurawski – polski architekt[264]
  - Ian Hannaford – australijski piłkarz[265]
  - Ryszard Moskaluk – polski aktor[266]
  - Wołodymyr Rohowski – ukraiński piłkarz[267][268]
  - Mario Terán – boliwijski żołnierz, któremu przypisywano wykonanie egzekucji na Ernesto „Che” Guevarze[269]
  - Jessica Williams – amerykańska pianistka i kompozytorka jazzowa[270]
  - Eva Zaoralová – czeska filmoznawczyni i krytyczka filmowa, dyrektorka Międzynarodowego Festiwalu Filmowego w Karlowych Warach[271]
- 9 marca
  - Inge Deutschkron – niemiecka dziennikarka i pisarka pochodzenia żydowskiego[272]
  - Andrzej Domanowski – polski koszykarz[273][274][275]
  - Zofia Gołubiew – polska historyczka sztuki, muzealniczka, dyrektor Muzeum Narodowego w Krakowie (2000–2015)[276]
  - Justice Christopher – nigeryjski piłkarz[277]
  - Hilman Hariwijaya – indonezyjski pisarz[278]
  - Qemal Kërtusha – albański piosenkarz[279]
  - Aleksandros Konstandinis – grecki aktor[280]
  - John Korty – amerykański reżyser i animator filmowy[281]
  - Jimmy Lydon – amerykański aktor i producent telewizyjny[282]
  - Emilio Mattioni – włoski architekt[283]
  - Telesfor Piecuch – polski chirurg, płk. w st. spocz. prof. dr hab. n. med.[284]
  - Jerzy Sendlewski – polski polityk i technolog żywności, poseł na Sejm PRL IX kadencji (1985–1989)[285]
  - Zygmunt Walczak – polski trener lekkoatletyki[286]
- 8 marca
  - David Bennett Sr. – Amerykanin, pierwsza osoba poddana ksenotransplantacji genetycznie modyfikowanego serca[287]
  - Tomás Boy – meksykański piłkarz i trener, reprezentant kraju[288]
  - René Clemencic – austriacki muzykolog, dyrygent, flecista, klawesynista i kompozytor[289]
  - Desisław Czukołow – bułgarski polityk, deputowany krajowy i europejski[290]
  - Grandpa Elliott – amerykański muzyk uliczny[291]
  - Asłan Kambijew – rosyjski zawodnik judo i sambo[292]
  - Gordon Lee – angielski piłkarz i trener[293]
  - Fernando Maletti – argentyński biskup rzymskokatolicki, biskup diecezjalny Merlo-Moreno[294]
  - Siergiej Mandrieko – rosyjski piłkarz i trener pochodzenia tadżyckiego[295]
  - Leo Marx – amerykański historyk[296]
  - Ron Miles – amerykański trębacz jazzowy[297]
  - Witalij Parchomuk – ukraiński czołgista, uczestnik obrony Ukrainy podczas inwazji rosyjskiej w 2022, Bohater Ukrainy[298]
  - Zdzisław Pater – polski akordeonista i kontrabasista, członek Orkiestry z Chmielnej[299]
  - Henryk Renk – polski oceanolog, prof. dr hab.[300][301]
  - Serhij Wasicz – ukraiński czołgista, uczestnik obrony Ukrainy podczas inwazji rosyjskiej w 2022, Bohater Ukrainy[298]
- 7 marca
  - Wasilij Astafjew – rosyjski żołnierz, uczestnik II wojny światowej, Bohater Związku Radzieckiego[302]
  - Witalij Gierasimow – rosyjski generał major[303]
  - Awraham Hirszson – izraelski polityk, minister finansów (2006–2007)[304]
  - Lech Krowiranda – polski działacz partyjny, inżynier rolnictwa, wiceprezydent Łodzi i wicewojewoda łódzki (1975–1990)[305]
  - Ołeksandr Marczenko – ukraiński polityk, deputowany do Rady Najwyższej Ukrainy[306]
  - Jean Mouchel – francuski polityk i działacz rolniczy, eurodeputowany I i II kadencji (1982–1983, 1984–1989)[307]
  - Jarkko Sipilä – fiński pisarz[308]
  - Walentina Szczedrowa – ukraińska rzeźbiarka[309]
  - Shahnawaz Tanai – afgański polityk i oficer, minister obrony (1988–1990)[310]
  - Muhammad Rafiq Tarar – pakistański polityk i prawnik, senator, prezydent Pakistanu (1998–2001)[311]
  - Héctor Vargas – chilijski biskup rzymskokatolicki, biskup diecezjalny Temuco[312]
- 6 marca
  - Bolesław Basiński – polski samorzadowiec i leśnik, działacz sportowy, prezydent Nowego Sącza (1981–1984)[313][314]
  - Jerzy Butowtt – polski specjalista w zakresie geodezji i kartografii, prof. dr hab. inż.[315]
  - Mike Cross – amerykański gitarzysta[316]
  - Wilhelm Huberts – austriacki piłkarz i trener[317]
  - Andrzej Królikowski – polski dziennikarz radiowy i telewizyjny[318]
  - Pasha Lee – ukraiński aktor, kompozytor i piosenkarz[319][320]
  - Joanna Lipińska – polska superstulatka[321]
  - Geraldo Melo – brazylijski przedsiębiorca i polityk, senator, gubernator Rio Grande do Norte (1987–1991)[322]
  - Frank O’Farrell – irlandzki piłkarz i trener[323]
  - Pau Riba – kataloński piosenkarz i gitarzysta folkowy, autor tekstów i pisarz[324]
  - Jan Welmers – holenderski kompozytor i organista[325]
  - Giuseppe Wilson – włoski piłkarz pochodzenia angielskiego[326]
  - Józef Janusz Wodzyński – polski dyplomata, kawaler orderów[327]
- 5 marca
  - Arif Alajbegović – bośniacki piosenkarz[328]
  - Elguja Burduli – gruziński aktor[329]
  - Agostino Cacciavillan – włoski biskup rzymskokatolicki, dyplomata watykański, wysoki urzędnik Kurii Rzymskiej, kardynał[330]
  - Luz Fernandez – filipińska aktorka[331]
  - Norbert Greinacher – niemiecki teolog[332]
  - Adrienne Kaeppler – amerykańska antropolog tańca i muzyki[333]
  - Denys Kiriejew – ukraiński ekspert sektora bankowego, nieoficjalny członek delegacji ukraińskiej na negocjacje homelskie po rosyjskiej inwazji na Ukrainę w 2022[334]
  - Antonio Martino – włoski politolog, wykładowca akademicki, polityk, minister spraw zagranicznych (1994–1995), minister obrony (2001–2006)[335]
  - Patricio Renán – chilijski piosenkarz[336]
  - Władimir Żoga – prorosyjski separatysta i dowódca wojskowy związany z Doniecką Republiką Ludową (DRL), Bohater Federacji Rosyjskiej[337][338]
- 4 marca
  - Tadeusz Borowski – polski aktor[339]
  - Jacek Chyrosz – polski architekt[340]
  - Włodzimierz Deluga – polski ekonomista, dr hab.[341]
  - Miguel Grinberg – argentyński pisarz i poeta[342]
  - Ewa Heise-Zielicz – polska poetka i pisarka dla dzieci[343]
  - Ryszard Jękot – polski trener kajakarstwa[344]
  - Paula Marosi – węgierska florecistka, mistrzyni olimpijska (1964)[345]
  - Mitchell Ryan – amerykański aktor[346]
  - Tadeusz Smoliński – polski prawnik, znawca prawa konstytucyjnego, prof. dr hab.[347][347]
  - Aleksander Tarnawski – polski inżynier chemik, cichociemny w trakcie II wojny światowej[348]
  - Shane Warne – australijski krykiecista[349]
  - Maryan Wisniewski – francuski piłkarz[350]
- 3 marca
  - Josef Bauer – austriacki artysta[351]
  - Şenol Birol – turecki piłkarz i trener[352]
  - Tim Considine – amerykański aktor[353]
  - Walerij Czybiniejew – ukraiński snajper, uczestnik II bitwy o lotnisko w Doniecku i bitwy o lotnisko w Hostomelu, Bohater Ukrainy[354][355]
  - Małgorzata Jamróz – polska lekkoatletka, mistrzyni Polski[356]
  - Bruce Johnstone – południowoafrykański kierowca wyścigowy[357]
  - Iwan Kustow – rosyjski żołnierz, uczestnik II wojny światowej, Bohater Związku Radzieckiego[358]
  - Merkorios – patriarcha Etiopskiego Kościoła Ortodoksyjnego[359]
  - Albert Pobor – chorwacki trener piłkarski[360]
  - Bruno Saul – estoński inżynier, polityk, przewodniczący Rady Ministrów Estońskiej SRR (1984–1988)[361]
  - Bogumiła Sosnowska – polska ekonomistka[362]
  - Janusz Wikaryjczyk – polski działacz państwowy i regionalista, I sekretarz KG PZPR w Lipnie oraz naczelnik Lipna[363]
  - Dean Woods – australijski kolarz szosowy i torowy, medalista olimpijski[364]
  - Jewhen Zwonok – ukraiński kickbokser[365][366]
- 2 marca
  - Alan Anderson – szkocki piłkarz[367]
  - Zofia Bielecka – polska hafciarka[368]
  - Emilio Bonucci – włoski aktor[369]
  - Yosef Carmon – izraelski aktor i reżyser[370]
  - Leni Fischer – niemiecka polityk i pedagog, deputowana i przewodnicząca Zgromadzenia Parlamentarnego Rady Europy (1996–1999)[371]
  - Zbigniew Jaremko – polski saksofonista, klarnecista i kompozytor[372]
  - Andrzej Łągwa – polski aktor[373]
  - Robert Rose – amerykański duchowny rzymskokatolicki, biskup Grand Rapids (1989–2003)[374]
  - John Stahl – szkocki aktor[375]
  - Wołodymyr Struk – ukraiński polityk prorosyjski, deputowany do Rady Najwyższej Ukrainy, burmistrz Kreminny[376][377]
  - Tony Walton – brytyjski projektant scenografii i kostiumów[378]
  - Frédérick Tristan – francuski poeta i pisarz, laureat Nagrody Goncourtów[379]
- 1 marca
  - Jordie Albiston – australijska poetka[380]
  - Aleksander Andersohn – polski trener i zawodnik koszykówki[381][382]
  - Hubertus Halbfas – niemiecki teolog i religioznawca[383]
  - Conrad Janis – amerykański puzonista jazzowy i aktor[384]
  - Alewtina Kołczina – rosyjska narciarka, mistrzyni olimpijska, mistrzyni świata[385]
  - Ołeksandr Kułyk – ukraiński trener kolarstwa[386][387]
  - Warner Mack – amerykański piosenkarz country[388]
  - Jewhen Małyszew – ukraiński biathlonista[389]
  - Dominique Paturel – francuski aktor[390]
  - Lidia Pazio – polska pilotka szybowcowa[391]
  - Amnon Shamosh – izraelski poeta i pisarz[392]
  - Wang Bei – chińska aktorka[393]

- data dzienna nieznana
  - Dennis González – amerykański trębacz jazzowy[394]
  - Kazimiera Makowska – polska tkaczka artystyczna[395]
  - Andriej Palij – rosyjski oficer marynarki pochodzenia ukraińskiego, zastępca dowódcy rosyjskiej Floty Czarnomorskiej ds. wojskowo-politycznych[396][397]
  - Teresa Siedlar-Kołyszko – polska dziennikarka radiowa[398]
  - Igor Suhih – ukraiński zawodnik w zakresie wszechstronnej walki wręcz oraz piłkarz[399]